# Henryk Wierusz-Kowalski
Henryk Wierusz-Kowalski (ur. 12 lipca 1846 w Nowym Sączu, zm. 29 kwietnia 1929 w Stróżach nad Dunajcem) – generał brygady Wojska Polskiego, lekarz wojskowy, bakteriolog i epidemiolog.

## Życiorys
Był synem Jana powstańca z 1846, urzędnika starostwa. W latach 1859–1867 uczył się w I Gimnazjum w Nowym Sączu. W latach 1867–1873 studiował medycynę na Uniwersytecie w Wiedniu oraz Akademii Wojskowo-Chirurgicznej w Wiedniu.
Służbę wojskowa rozpoczął jako lekarz w czerwcu 1873 w Szpitalu Garnizonowym nr 1 w Wiedniu. Odbył staże naukowe w pracowniach Roberta Kocha w Berlinie i Ludwika Pasteura w Paryżu oraz u epidemiologa i higienisty Maxa Pettenkofera w Monachium. Studia te dały mu pozycję jednego z najwybitniejszych w Austrii znawców bakteriologii, epidemiologii i higieny. w 1879 był porucznikiem, lekarzem pułkowym w 17 pułku piechoty. W 1882 powrócił do Wiednia na stanowisko ordynatora oddziału chorób wewnętrznych Szpitala Garnizonowego nr 2, został wykładowcą higieny na kursach dla lekarzy wojskowych rezerwy. W latach 1884–1886 ponownie podjął pracę w Szpitalu Garnizonowym nr 1 poświęcając się studiom nad cholerą i jej praktycznemu zwalczaniu podczas epidemii w Serbii na przełomie 1886 i 1887. W 1886 awansowany na stopień kapitana. W latach 1887–1896 był twórcą i naczelnym bakteriologiem laboratorium Wojskowego Komitetu Sanitarnego, kierownikiem Instytutu Bakteriologicznego w Wiedniu. 1 listopada 1896 został awansowany na stopień majora i lekarza sztabowego. 1 maja 1900 awansowany do stopnia podpułkownika objął stanowisko zastępcy komendanta Szpitala Garnizonowego nr 25 w Sarajewie. 1 maja 1904 mianowany pułkownikiem przeniesiony zostaje na stanowisko komendanta Szpitala Garnizonowego nr 8 w Laibach.
We wrześniu 1906 przeszedł w stan spoczynku i zamieszkał w Wiedniu. 16 kwietnia 1910 awansowany do stopnia tytularnego generała majora. Podczas I wojny między wrześniem 1915 a lutym 1917 ponownie znalazł się w służbie czynnej, ale o jej przebiegu niewiele wiadomo.
Po odzyskaniu przez Polskę niepodległości w listopadzie 1918 zgłosił się do Wojska Polskiego, przyjęty został formalnie 31 marca 1919. Był najstarszym generałem w szeregach polskiej armii, pracował jako lekarz kontaktowy w wojskowym szpitalu epidemiologicznym. Od stycznia 1920 był inspektorem sanitarnym i lekarzem garnizonowym w Dowództwie Okręgu Generalnego Kraków. 1 maja 1920 roku został zatwierdzony z dniem 1 kwietnia 1920 roku w stopniu generała podporucznika, w Korpusie Lekarskim, w grupie oficerów byłej armii austriacko-węgierskiej. Z dniem 31 stycznia 1924 został przeniesiony w stan spoczynku. Zamieszkał w majątku Stróże nad Dunajcem.
Był kawalerem nie założył rodziny. Pochowany został w grobowcu rodziny Dunikowskich na cmentarzu w Jakubkowicach.